# Lloyd Beall
Lloyd James Beall (ur. 19 października 1808 w Newport, zm. 10 listopada 1887 w Richmond) – amerykański oficer i kwatermistrz, założyciel i jedyny dowódca Korpusu Piechoty Morskiej Stanów Skonfederowanych.

## Życiorys
Beall urodził się we Forcie Adams, w Newport, jako syn Lloyda Bealla oraz Elizabth Waugh Jones, rodowitych Marylandczyków. Ukończył studia w Akademii Wojskowej West Point w 1830 roku. Uczęszczał także do francuskiej szkoły dragonów w Saumur w latach 1840–1842.
W roku 1844 został mianowany majorem Armii USA po czym brał udział w wojnie Czarnego Jastrzębia oraz wojnie Seminolów.

### Wojna secesyjna
Po wybuchu wojny zadeklarował się po stronie Konfederacji i ruszył na południe. Został mianowany pułkownikiem, a następnie, 23 maja 1861 dowódcą Korpusu Piechoty Morskiej Stanów Skonfederowanych przez sekretarza marynarki wojennej Stephena Mallory'ego.

### Kariera powojenna
Po wojnie, Beall osiedlił się w Richmond, gdzie przechowywał większość dokumentów Piechoty - wiele z nich, wraz z pamiętnikami spłonęło w pożarze.
Lloyd James Beall zmarł w wieku 79 lat i został pochowany na Hollywood Cemetery.